# 윤탁
윤탁(尹倬, 1472(성종 3)∼1534(중종 29)은 조선 중기의 학자이며 문신이다. 본관은 파평(坡平). 자는 언명(彦明), 호는 평와(平窩). 검교참의(檢校參議) 희제(希齊)의 증손으로, 할아버지는 장령(掌令) 배(培)이고, 아버지는 현감 사은(師殷)이며, 어머니는 운봉박씨(雲峯朴氏)로 종우(從遇)의 딸이다.

## 생애
김굉필(金宏弼)의 문인이자 종실(宗室 : 왕의 가계) 주계군 이심원(李深源)에게 수학하였다. 1501년(연산군 7) 식년문과에 병과로 급제하여 사관(史官)을 거쳐 전적이 되었으나, 1504년 갑자사화 때 삭녕에 유배되었다.
1506년 중종반정으로 다시 등용되어 사성·대사성·동지성균관사(同知成均館事)를 역임하였으나, 1519년(중종 14) 기묘사화로 다시 파직되었다. 1525년 대사성을 거쳐 1527년 동지중추부사(同知中樞府事)를 역임한 뒤 한성부좌윤이 되었다.
그 뒤 1531년 성균관동지사(成均館同知事)를 거쳐 1534년 개성부 유수로 부임하여 임지에서 졸하였다. 학문이 높아 조광조(趙光祖) 등 여러 대신들에게 도학(道學)을 가르쳤고 송인수(宋麟壽)·이황(李滉) 등이 그의 강수(講授)를 받았다. 홍섬(洪暹)·원혼(元混) 등 같은 벼슬에 있던 자들로부터 예우를 받았다.

## 가족 관계
- 고조부 : 윤곤(尹坤) - 이조판서, 파평군, 시호 소정(昭靖)
- 증조부 : 윤희제(尹希齊) - 판한성부사
- 할아버지 : 윤배(尹培) - 사헌부 장령
  - 아버지 : 윤사은(尹師殷) - 곡성현감
  - 어머니 : 운봉박씨(부원군 박종우의 녀)
    - 전처 : 청주한씨(한사신의 녀, 한계희의 손)
      - 장남 : 윤선지(尹先智) - 병마사
        - 손자 : 윤희(尹曦) - 연안부사
        - 손자 : 윤돈(尹暾) - 윤황(尹煌), 윤전(尹烇)의 조부
        - 손자 : 윤욱(尹昱)

    - 후배 : 고성이씨(이맥의 녀)
      - 차남 : 윤선철(尹先哲)-부정
        - 손자 : 윤경(尹暻)-첨지

      - 삼남 : 윤선정(尹先正)
        - 손자 : 윤성(尹暒)-승지,부윤

## 같이 보기
- 윤곤
- 이심원
- 윤황
- 윤전